# Antoine Dugas des Varennes
Antoine Dugas des Varennes est un homme politique français né Antoine Marie Charles Dugas le 27 juin 1755 à Saint-Chamond (Loire) et décédé à une date inconnue.
Propriétaire à Lyon, il est député de la Loire de 1815 à 1818 et de 1820 à 1827, siégeant dans la majorité soutenant les gouvernements de la Restauration.
Les archives de l'Assemblée conservent de lui :
- ses développements faits le 28 février 1816 sur sa proposition tendant à demander la révocation de la loi du 21 avril 1810[2]
- une opinion sur les Douanes prononcée en séance le 7 mars 1817[3].

En outre, il prononce un discours le 7 mars 1824 en qualité de président du collège électoral du département de la Loire. 
L'opinion qu'on a de lui est qu'il n'aime pas l'ambiance bruyante de la chambre.

## Distinctions
- En 1822, il est nommé chevalier de la Légion d'honneur.

## Sources
- « Antoine Dugas des Varennes », dans Adolphe Robert et Gaston Cougny, Dictionnaire des parlementaires français, Edgar Bourloton, 1889-1891 [détail de l’édition]